# Tête de Cornieule
Tête de Cornieule är en bergstopp i Schweiz. Den ligger i distriktet Saint-Maurice och kantonen Valais, i den sydvästra delen av landet, 90 km söder om huvudstaden Bern. Toppen på Tête de Cornieule är 2 496 meter över havet.